# Эльдорадо
Эльдора́до   или  Эль Дорадо (исп. el dorado — «золотой, позолоченный») — мифическая южноамериканская страна, богатая золотом и драгоценными камнями. В бесплодных поисках Эльдорадо конкистадоры XVI века (такие, как Агирре и Орельяна) проложили новые пути в глубь Южной Америки.
Известны аналоги в Северной Америке — семь золотых городов и (далеко к северу) Сагеней. В переносном смысле «эльдорадо» называют место, где можно быстро обогатиться.

## История поисков
Первое появление сказания об этой стране связано с открытием Америки. По-видимому, на мысль о ней первых путешественников натолкнули рассказы туземцев.
Большой толчок легенде об Эльдорадо дали известия о сокровищах инков, доставленных из Перу в 1533 году в Санто Доминго в полной секретности, где это известие вызвало истинное потрясение; один человек в Панаме клялся, что «это был волшебный сон». Историк Овьедо — «что это не миф и не сказки». А поскольку корабль с сокровищами не останавливался ни в одном порту по пути следования, кроме самых главных, то это способствовало возникновению многочисленных слухов о якобы огромных богатствах, имеющихся в Южной Америке. Первый из четырёх кораблей, гружёный сокровищами, прибыл в Севилью в конце 1533 года. Королевскую кинту (пятину) доставил сам Эрнандо Писарро. После этого события желание найти сокровища стало главным стремлением новоприбывших в Новый Свет.
Испанский историк-иезуит Хосе де Акоста в «Естественной и нравственной истории Индии» пишет, что по Амазонке «несколько раз плавали испанцы, намереваясь открыть земли, славящиеся своими огромными богатствами, особенно ту землю, которую называют эль Дорадо, и Пайтити (исп. el Dorado, y el Paytiti)». По его сведениям, данные походы совершали сначала аделантадо Хуан де Салинас, а затем капитан Педро де Урсуа.
Первая экспедиция на поиски Эльдорадо была предпринята в 1535 Себастьяном де Белалькасаром, последняя — в 1775—1780 годах Николаем Родригесом. Немец Филипп фон Гуттен в 1541—1545 гг. блуждал в поисках золотого города по побережью Венесуэлы. Последователи Гонсало Писарро и его племянника Орельяны искали Эльдорадо между реками Амазонкой и Ориноко, в Гвиане, на берегах озера Париме. Хименес де Кесада был даже назначен королём «губернатором Эльдорадо», а некий испанец Хуан Мартинес распустил слухи о своём семимесячном пребывании в столице Эльдорадо — Маноа, где царствует некий Моксо, причём подробно описал устройство царского дворца, великолепие которого превосходит всякое вероятие. Сам правитель Моксо, по своему свидетельству, каждое утро весь вызолачивается, а перед отходом ко сну смывает с себя позолоту.
Поиски легендарного Эльдорадо дали очень ценные географические и этнографические результаты, но стоили многих жизней и больших материальных затрат. Определённый итог исканиям подвёл Хуан Родригес Фрейле в своей книге «Открытие и завоевание Новой Гранады» (1638):

И хотя правда, что капитаны, которые завоевали Перу и губернаторства Попаяна, и Венесуэлы, и этого Нового Королевства, всегда стремились к завоеванию Эльдорадо, что одно лишь его название воодушевляло испанцев на его завоевание, но так никогда и не смогли они его найти, хотя это стоило им многих жизней и больших затрат, и они даже не установили точное место, где бы оно находилось, несмотря на то, что были пройдены равнины, проплывая при этом [реки] Ориноко, Дарьен, реку Орельяна или Мараньон, и другие полноводные реки, и хотя на их берегах располагались большие поселения, так и не были найдены богатства, какие имеются в этом Новом Королевстве в его богатых [горных] рудниках. [Вот это и есть] подлинная причина, чтобы назвать его Эльдорадо.— Хуан Родригес Фрейле.
Эль Карнеро. Открытие и Завоевание Королевства Новая Гранада.

## Историческая основа
Отправной точкой для складывания сказаний об Эльдорадо мог послужить обычай индейского племени чибча, когда вождя обмазывали глиной и посыпали золотым песком, пока тот не превратится в Эльдорадо, «золотого человека» (исп. El Hombre Dorado), после чего он купался в озере, оставляя драгоценные дары на его дне.
Как видно из доклада королевских чиновников Хуана де Сан Мартина и Антонио де Лебрихи, принявших личное участие в походе Хименеса де Кесады (июль 1539), его добыча в стране чибча уступала добыче Франсиско Писарро в стране инков:

Когда заместитель [Хименес де Кесада] вернулся в Тунху, было взвешено имевшееся золото, и взвешенное составило (как в том, что было захвачено в Тунхе, так и у Согамосо и другое небольшое количество золота, захваченное в крае) вес в «сто девяносто одна тысяча и сто девяносто четыре песо чистого золота», и другого, более низкопробного, золота тридцать семь тысяч двести тридцать восемь песо, и другого золота, называемого золотой лом, набралось восемнадцать тысяч триста девяносто песо. Была захвачена «одна тысяча восемьсот пятнадцать изумрудных камней», среди которых имеются высококачественные камни, одни крупные, а другие — маленькие, и многообразные.— Хуан де Сан Мартин и Антонио де Лебриха. Доклад о завоевании Нового Королевства Гранада (июль 1539 года).
Из этого доклада следует, что большую и лучшую часть сокровищ местные правители, оказавшие сопротивление, спрятали от испанцев. Слухи о золотых дарах вышли далеко за пределы границ муисков, достигнув пределов Центральных Анд, земель инков, где её услышали люди Себастьяна де Белалькасара, которого они сподвигли двинуться на север, в земли Южной Колумбии. Экспедиции Гонсало Хименеса де Кесады открыли в землях чибча-муисков легендарное озеро Гуатавита — реальный прототип мифического Эльдорадо. Первым, кто предложил осушить озеро, чтобы добыть из него сокровища, стал Сьеса де Леон. Рационально оценив ситуацию, в своём труде «Война в Салинас» он пишет следующее:

В этой провинции Богота имеется огромное озеро, и если Ваше Величество приказали бы осушить его, то Вы добыли бы там большое количество золота и изумрудов, которые в древности были брошены туда индейцами.— Сьеса де Леон, Педро. Хроника Перу. Часть Четвёртая. Война в Салинас.

### Кинематограф
- Фильм Вернера Херцога «Агирре, гнев Божий», повествующий об экспедиции конкистадора Лопе де Агирре.
- Фильм «Затерянный город Z» (2016).
- В фильме «Индиана Джонс и Королевство хрустального черепа» конец фильма происходит в Эльдорадо.
- В сериале «Внешние отмели» (2020) одна из сюжетных линий разворачивается на поиске золотого города Эльдорадо.
- Эльдорадо (1966) — фильм режиссёра Говарда Хоукса рассказывает историю о двух стрелках, которые помогают городу Эльдорадо защититься от бандитов.
- Дорога в Эльдорадо (2000) — Мультфильм студии DreamWorks, где два шарлатана случайно оказываются в вымышленном городе Эльдорадо в Южной Америке и сталкиваются с приключениями.
- Эльдорадо: Город золота (2010) — Этот документальный фильм рассказывает историю поисков и исследований города Эльдорадо в Южной Америке.
- Приключения Паддингтона 3 (2024) — Медвежонок Паддингтон вместе со своей приёмной семьёй Браунов решает отправиться на свою родину — Перу, чтобы повидаться со своей любимой тётей Люси. Но когда Паддингтон и Брауны прибывают в дом престарелых медведей, в котором последние несколько лет проживала тётя Люси, их ждёт неприятный сюрприз — тётя Люси отправилась в таинственный квест по Амазонке, и никто не может её найти. Паддингтон решает во что бы то ни стало найти тётю Люси и спасти её и вместе с Браунами отправляется в полное опасностей и приключений путешествие по Амазонке где добирается до своей родной долины Эльдорадо и встречает свою тётю Люси.

### Видеоигры
- В приключенческом экшене 2007 года Uncharted: Drake's Fortune Эльдорадо является предметом поиска для главных героев.
- В пошаговой стратегии 2010 года Sid Meier’s Civilization V Эльдорадо является одним из «Чудес природы».
- В стратегии в реальном времени Age of Empires II: The Forgotten 2013 года есть кампания, посвящённая поискам Эльдорадо
- Uncharted: Золотая бездна (2007) — Эльдорадо является центральным элементом сюжета игры. Главный герой, Натан Дрейк, и его команда ищут легендарный город Эльдорадо и сталкиваются с опасностями и загадками на своем пути.
- Civilization VI (2016) — Эльдорадо представлен как один из вариантов «чуда» в игре.
- Assassin’s Creed IV: Чёрный флаг (2013) — Эльдорадо упоминается в контексте легендарного сокровища.
- Tomb Raider: Легенда (2006) — Эльдорадо упоминается в сюжете игры как мифический город
- Age of Mythology (2002) — В дополнении «The Titans» Эльдорадо появляется как особая карта, где игроки могут соревноваться за контроль над этим мистическим городом.
- Rise of the Tomb Raider (2015) — Легенда о Эльдорадо упоминается в игре в виде исторического артефакта

### Музыка
- В 1974 году группа ELO выпустила альбом Eldorado.
- В 1980 году немецкая диско-группа Goombay Dance Band выпустила песню Golden Dreams of Eldorado
- В 1982 году советская группа Zodiac выпустила свой 2-й альбом, содержащий песню «Полёт над Эльдорадо».
- В 1995 году российская группа Ва-Банкъ выпустила песню «Эльдорадо»
- В 2005 году итальянский артист Dave Rodgers выпустил песню Eldorado, входящую в альбом Super Eurobeat Vol. 162.
- В 2010 году британская метал группа Iron Maiden выпустила альбом The Final Frontier, в котором есть песня El Dorado.
- В 2017 году колумбийская певица Shakira выпустила альбом El Dorado.
- В 2015 году известная корейская группа EXO выпустила 2-й альбом с песней El Dorado.

## Комментарии
1. ↑  Так, в 1534 году будущий хронист Сьеса де Леон, путешествуя с отцом-торговцем, увидел в Севилье, как разгружали сокровища из выкупа Атауальпы, что и послужило, видимо, поводом уехать в Южную Америку.